# 第7潜水戦隊 (アメリカ海軍)
第7潜水戦隊（英称：Submarine Squadron 7）は、太平洋艦隊潜水艦部隊隷下の潜水艦部隊の一つ。ハワイ州パールハーバー海軍基地に配備されている。

## 概要
アメリカ海軍歴史センター（旧称、現アメリカ海軍歴史・遺産本部）によると、第7潜水戦隊は第二次世界大戦中に対潜戦訓練部隊として編制され、第71及び第72潜水艦分艦隊を隷下に置いた。バミューダ諸島を母港とし、1942年後半の時点で配備されていた潜水艦は旧式のR級潜水艦とS級潜水艦が大半を占めていた。第7潜水戦隊は、1943年3月14日に新設された大西洋艦隊運用訓練司令部の対潜戦訓練司令部隷下になり、1943年後半には2隻の自由フランス海軍潜水艦が配備された。
1944年1月のイタリアアンツィオ上陸作戦後、2月には5隻のイタリア海軍潜水艦が大西洋を横断して対潜戦訓練司令部に配備され、隷下の第7潜水戦隊所属となった。自由フランス海軍及びイタリア海軍の潜水艦は、大型船体のため訓練に向いており、太平洋方面に配備されていたガトー級潜水艦などの代替艦として運用された。
第7潜水戦隊は、船団護衛任務の縮小から母港をキューバのグァンタナモ基地へ移した。太平洋戦争終結後の1945年に第7潜水戦隊は解隊された。
1951年7月にハワイ州パールハーバー海軍基地で第7潜水戦隊は再編制されて現在に至る。

## 所属艦
- SSN-717 オリンピア (USS Olympia, SSN-717)
- SSN-724 ルイビル (USS Louisville, SSN-724)
- SSN-759 ジェファーソンシティ (USS Jefferson City, SSN-759)
- SSN-762 コロンバス (USS Columbus, SSN-762)
- SSN-763 サンタフェ (USS Santa Fe, SSN-763)
- SSN-770 ツーソン  (USS Tucson, SSN-770)
- SSN-771 コロンビア (USS Columbia, SSN-771)
- SSN-773 シャイアン (USS Cheyenne, SSN-773)[1]